# Фролов, Александр Иванович (вице-адмирал)
Александр Иванович Фролов (род. 11 января 1938, Улан-Удэ, Бурятская АССР, РСФСР, СССР) — заместитель Председателя Верховного Совета Крыма в 1995. Вице-адмирал (24.10.1991).

## Биография
Отец — сержант Иван Петрович Фролов погиб на фронте в 1944 году. Дед — Данила Фролов тоже погиб на фронте. Александр воспитывался матерью Варварой Даниловной, по профессии водителем.
В Военно-морском флоте с 1955 года. В 1959 году окончил Тихоокеанское высшее военно-морское училище им. С.О. Макарова.
1959—1973 годах — командир кораблей различного класса на Северном флоте. Помошник командира БПК «Жгучий». Командир большого противолодочного корабля «Достойный».
Участник походов в Северном и Средиземном морях, удостоился знака «Воину-интернационалисту» за боевую службу в составе соединения кораблей в период арабо-израильского конфликта 1970 года, орденом «За службу Родине в Вооружённых Силах СССР» III степени был награждён за освоение нового оружия и боевой техники, отработку новых тактических приёмов.
В 1975 году окончил Военно-морскую академию.
1975—1984 годах — командир соединения эскадренных миноносцев, в 1984—1987 — начальник штаба Беломорской военно-морской базы на Северном флоте.
В 1987—1991 годах — командир Крымской военно-морской базы, в Новоозерном.
В 1991—1994 годах — заместитель командующего Черноморским флотом по боевой подготовке, г. Севастополь.
Депутат Верховного Совета Крыма 2-го созыва (1994—1998). С май 1994 — март 1995 — депутат Верховного Совета Крыма на постоянной профессиональной основе, март 1995 — июль 1995 — заместитель Председателя Верховного Совета Крыма. Июль 1995 — октябрь 1996 — председатель Постоянной комиссии Верховного Совета Крыма мандатной, по депутатской этике и организации работы Верховного Совета.
В 1996—1997 годах — руководитель Секретариата Верховного Совета Крыма. Февраль 1998 — апрель 1998 — председатель Контрольной комиссии Верховного Совета Крыма по вопросам приватизации.
Активно поддержал российскую аннексию Крыма. В феврале-марте 2014 года в ходе аннексии Крыма Российской Федерацией в числе нескольких высших офицеров запаса, ветеранов Крымской военно-морской базы ВМФ СССР участвовал в склонении украинских военнослужащих Южной военно-морской базы Украины к переходу на сторону МВФ России. В итоге большая часть личного состава базы осталась в Крыму. На Украине за это занесён в базу сайта «Миротворец».
С апреля 2014 года председатель регионального отделения Общероссийской общественной организации ветеранов Вооружённых Сил РФ в Севастополе. Занимается плаванием, ходьбой.